# Shahrbanoo Sadat

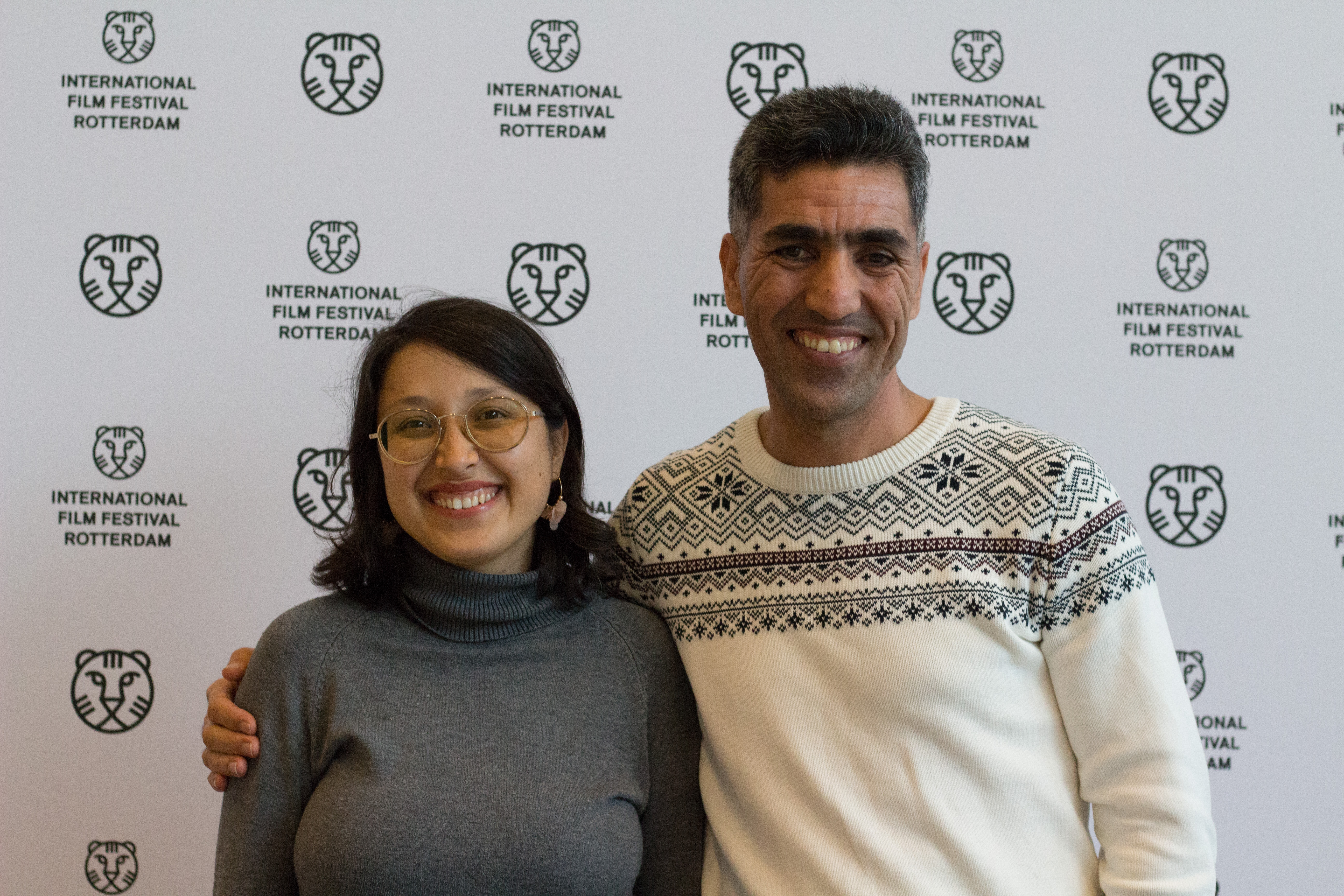
Shahrbanoo Sadat y Anwar Hashimi en el IFFR 2020 promoviendo la película "El orfanato".

Shahrbanoo Sadat (en persa, شهربانو سادات) ( Teherán, 1990) es una guionista, productora y directora de cine afgana.

## Biografía
Originaria de Teherán, Shahrbanoo Sadat pasó la mayor parte de su infancia en la capital iraní. De adolescente se instaló en la ciudad natal de sus padres, refugiados afganos. Después de cuatro años en el corazón de esta comunidad de pastores en el campo afgano, decide volver a la escuela para intentar escapar de su matrimonio concertado. La joven logra convencer a su padre y el departamento de educación de la provincia de Bamiyan para poder matricularse en la escuela solo para chicos.
A los 18 años, aprovechó una visita a una de sus hermanas instaladas a Kabul para dejar definitivamente su pueblo. Shahrbanoo Sadat quería estudiar física, pero un error al registrarse la llevado a la sección de cine de la Universidad de Kabul. Menos de un año después del inicio de su programa, dejó la universidad y trabajó como productora para el canal de televisión privada afgana Tolo TV .
En 2009 se inscribió en el Atelier Varan de Kabul, una organización francesa que forma cineastas documentales en todas las formas de cine directo. El mismo año, dirigió su primer cortometraje documental llamado A Smile for Life (Una sonrisa para la vida).

## Trayectoria profesional
Shahrbanoo Sadat dirige Vice Versa One (Yeke Varune), un primer cortometraje de ficción seleccionado en la Quincena de Realizadores del Festival de Cannes en 2011. En 2013 fundó su propia compañía de producción en Kabul llamada Wolf Pictures y luego codirigida con la productora alemana-danesa Katja Adomeit, el cortometraje híbrido Not At Home. Seleccionado en el Festival Internacional de Cine de Róterdam (IFFR) en 2014, el proyecto combina la reconstrucción de un auténtico campo de refugiados alemanes, la participación de refugiados actuando como extras, la historia de ficción de una familia en Kabul, y una entrevista con un refugiado afgano.
La primera directora femenina de Afganistán, Shahrbanoo Sadat, es también la directora más joven seleccionada para la residencia Cinéfondation en Cannes, donde comenzó a escribir su primer largometraje Wolf and Sheep con solo 20 años. Estrenada en 2016, la película se inspira en su adolescencia en un pueblo rural de la minoría etno-religiosa hazara, en el centro de Afganistán. La directora describe su deseo de emancipación entre la autoridad parental y las tradiciones rurales. En competición durante la Quincena de Realizadores de 2016, Wolf and Sheep ganó el Premio Art Cinema.
En septiembre de 2021 y tras la vuelta al poder de los talibanes huyó de Kabul con parte de su familia rescatados por el ejército francés.

## Filmografía
- 2011: Vice Versa One.[15]
- 2013: Not at Home.[16]
- 2016: Wolf and Sheep.[17]
- 2019: The Orphanage.[18]

## Premios
- 2016: Premio Arte Cine, Wolf and Sheep, Quincena de Realizadores del Festival de Cannes, Francia.[19]
- 2020: El premio a Mejor Película de la III edición del Festival de Cine por Mujeres por The Orphanage.[20]